# Reinerus Reineri Broocman
Reinerus Reineri Broocman, född 28 augusti 1677 i Lais, Livland, död 14 mars 1738; var kyrkoherde i Lais och i Hedvigs pastorat, Norrköping, prost, boktryckare.

## Biografi
Reinerus Reineri var son till Reinerus Broocman, kyrkoherde i Lais, Livland och Sophia Forsselius. han fick enskild undervisning i föräldrahemmet, blev student vid Dorpats universitet 1694 och vid Leucorea i Wittenberg 1696, prästvigd i Dorpat 1699, efterträdde sin far som kyrkoherde i Lais 1704-1711, skvadronpredikant, kyrkoherde i Hedvigs pastorat 1712, prost 1723, överlämnade pastoratet till sin måg 1735, avliden och begravd 1738. 
Då ryssarna under det Stora nordiska kriget härjade i Östersjöprovinserna hade Karl XII under en period sitt vinterkvarter i Lais. När krigslyckan vände för svenskarna flydde familjen Broocman undan ryssarna och kom 1711 till Stockholm. I huvudstaden lyckades Reinerus Broocman dock inte få någon prästerlig befattning. För att få ihop till levebrödet begav sig familjen till Norrköping, där Reinerus blev adjunkt vid Tyska församlingen och senare kyrkoherde. 
År 1719 gjorde den ryske tsarens galärer strandhugg i staden och brände bland annat ned Tyska kyrkan. Kyrkoherden gav dock inte upp utan reste runt både inom och utom riket och samlade in pengar till ett återuppbyggande. Detta lyckades så väl att det när kyrkan var klar fanns ett överskott av 15 000 daler kopparmynt. År 1723 utnämndes kyrkoherden till prost.
Reinerus Broocman ville också ge ut böcker och lämnade manuskript till tryckare i Stockholm. Då han märkte att resultaten drog ut på tiden beslöt han starta ett eget tryckeri och lyckades 1723 erhålla privilegier. Boktryckeriet gick bra och många böcker producerades.  Reinerus Reineri Broocman avled 1738. Då hade sonen Carl Fredric Broocman redan sedan några år tillbaka övertagit tryckeriet.
Tryckeriet blev start för Norrköpings Weko-Tidningar (idag Norrköpings Tidningar) vars första nummer utgavs 14 oktober 1758.
Han var gift med Anna Catharina Goldhan (1680-1755).

## Verk
På sitt tryckeri gav prosten ut 39 större och mindre alster. Han avsåg att i första hand översätta Christian Scrivers (1629-1693) uppbyggelsebok Seelenschatz (Själaskatt) 1724-1727, och fortsatte sedan med Scrivers "Guds Barnas herrlighet och salighet" 1732 och Johann Arndts (1555-1621) fyra "Böcker om en Sann Christendom" 1732. 
Broocman utgav sin första bibel 1728, därefter ytterligare 5 utgåvor (1735, 37, 44, 44, 52).
Prosten var också själv författare och skrev En fullständig svensk hushållsbok i tvenne delar, där andra delen utkommer postumt först efter hans död. Detta verk i två delar gavs 2016 ut i kommenterat nytryck av Centrum för biologisk mångfald och Kungl. Skogs- och Lantbruksakademien i samarbete med Michaelisgillet. Verket finns tillgängligt digitalt. I verket ges många praktiska råd om till exempel skogshushållning. Han sprider också kunskaper om potatisen, som Jonas Alströmer 1724 börjat odla på sin gård Nolhaga (utanför Alingsås) och pekar på att den både är god och nyttig.